# The Corsican Brothers
The Corsican Brothers (bra: Os Irmãos Corsos; prt: O Fantasma da Córsega) é um filme norte-americano de 1941, do gênero aventura romântico-histórica, dirigido por Gregory Ratoff, com roteiro de George Bruce e Howard Estabrook baseado no romance Les Frères corses, do escritor francês Alexandre Dumas (pai).
O filme é protagonizado por Douglas Fairbanks Jr. e Ruth Warrick.